# 326 км (зупинний пункт, Придніпровська залізниця)
326 кілометр — пасажирський залізничний зупинний пункт Запорізької дирекції Придніпровської залізниці на неелектрифікованій  лінії Пологи — Комиш-Зоря між зупинними пунктами Червоний Схід (8 км) та Платформа 332 км. Розташований за переїздом між селом Трудове та смт Кам'янка Пологівського району Запорізької області.

## Пасажирське сполучення
На зупинному пункті 326 км зупиняються поїзди приміського сполучення.
| Рух приміських поїздів по зупинному пункту 326 км | Рух приміських поїздів по зупинному пункту 326 км | Рух приміських поїздів по зупинному пункту 326 км |
| №                                                 | Маршрут сполучення                                | Періодичність курсування                          |
| ------------------------------------------------- | ------------------------------------------------- | ------------------------------------------------- |
| 6855                                              | Комиш-Зоря — Пологи                               | Щоденно                                           |
| 6856                                              | Пологи — Комиш-Зоря                               | Щоденно                                           |
| 6857                                              | Комиш-Зоря — Пологи                               | Щоденно                                           |
| 6860                                              | Пологи — Комиш-Зоря                               | Щоденно                                           |